# Symbrenthia platena
Symbrenthia platena är en fjärilsart som beskrevs av Otto Staudinger 1896. Symbrenthia platena ingår i släktet Symbrenthia och familjen praktfjärilar. Inga underarter finns listade i Catalogue of Life.